# Han-Wen Nienhuys
Han-Wen Nienhuys (nacido el 15 de enero de 1975) es un programador holandés conocido por ser el autor del sistema de grabado musical automatizado GNU LilyPond junto a Jan Nieuwenhuizen.
Han-Wen trabaja actualmente como ingeniero Senior de software en Google. Intérprete aficionado de trompa, y ha asumido recientemente el reto de tocar el trombón.